# Nationale Sluitingsprijs
Der Nationale Sluitingsprijs ist ein belgisches Straßenradrennen.
Der Nationale Sluitingsprijs ist ein Eintagesrennen, dass in der Umgebung von Putte-Kapellen beheimatet ist. Es wurde 1929 zum ersten Mal ausgetragen und findet seitdem jährlich Ende Oktober, als eines der letzten Rennen der Saison statt. Es zählt seit 2005 zur UCI Europe Tour und ist in die Kategorie 1.1 eingestuft. Rekordsieger sind der Niederländer Adrie van der Poel und der Belgier Frans Van Looy, die das Rennen jeweils dreimal für sich entscheiden konnte.

## Siegerliste
- 2024  Timo De Jong
- 2023  Coen Vermeltfoort
- 2022  Arne Marit
- 2020–2021 nicht ausgetragen
- 2019  Piotr Havik
- 2018  Taco van der Hoorn
- 2017  Arvid de Kleijn
- 2016  Roy Jans
- 2015  Nacer Bouhanni
- 2014  Jens Debusschere
- 2013  Jens Debusschere
- 2012  Wim Stroetinga
- 2011  Jauheni Hutarowitsch
- 2010  Adam Blythe
- 2009  Denis Flahaut
- 2008  Hans Dekkers
- 2007  Floris Goesinnen
- 2006  Gorik Gardeyn
- 2005  Gert Steegmans
- 2004  Max van Heeswijk
- 2003  Nick Nuyens
- 2002  Geert Omloop
- 2001  Wesley Van Speybroeck
- 2000  Steven de Jongh
- 1999  Dave Bruylandts
- 1998  Wilfried Peeters
- 1997  John Talen
- 1996  Peter Spaenhoven
- 1995  Tom Steels
- 1994  Maarten den Bakker
- 1993  Wim Omloop
- 1992  Paul Haghedooren
- 1991  Herman Frison
- 1990  Ludo Giesberts
- 1989  Benjamin Van Itterbeeck
- 1988  Jerry Cooman
- 1987  Adrie van der Poel
- 1986  Adrie van der Poel
- 1985  Jean-Marie Wampers
- 1984  Dirk Heirweg
- 1983  Adrie van der Poel
- 1982  Luc Colyn
- 1981  Jan Bogaert
- 1980  Patrick Lerno
- 1979  Frans Van Looy
- 1978  Jos Jacobs
- 1977  Frans Van Looy
- 1976  Herman Van Springel
- 1975  Johan van Katwijk
- 1974  Frans Van Looy
- 1973  Gustaaf Van Roosbroeck
- 1972  Gustaaf Van Roosbroeck
- 1971  Roger Swerts
- 1970  Daniel Van Ryckeghem
- 1969  René Pijnen
- 1968  Frans Brands
- 1966  Henk Nijdam
- 1965  Frans Brands
- 1964  Gustaaf Desmet
- 1963  Gustaaf Desmet
- 1962  Ludo Janssens
- 1961  Piet Rentmeester
- 1960  Emile Daems
- 1959  Joseph Planckaert
- 1958  Karel De Baere
- 1957  Roger Decock
- 1956  Roger Verplaetse
- 1955  Karel De Baere
- 1954  Jean Bogaerts
- 1953  Jozef Schils
- 1952  René Flander Janssens
- 1951  René Kemper Janssens
- 1950  Arthur Mommerency
- 1949  André Declerck
- 1948  Léon Daenekynt
- 1947  Albert Ramon
- 1946  Victor Jacobs
- 1945  Theo Middelkamp
- 1944 nicht ausgetragen
- 1943  Frans Hotag
- 1939-1942 nicht ausgetragen
- 1938  Albert Gijsen
- 1937  Karel Kaers
- 1936  Frans Dictus
- 1935  Gustave Reyns
- 1934  Jozef Horemans
- 1933  Leo De Rijck
- 1932  Leo De Rijck
- 1931  Godfried De Vocht
- 1930  Georges Ronsse
- 1929  Alexander Maes